# لا ينسى
لا ينسى (بالإنجليزية: Unforgettable) هو فيلم درامي إثارة أمريكي من إخراج دينيس دي نوفي (في أول ظهور لها الإخراج) ومن تأليف كريستينا هودسون. الفيلم من بطولة كلا من روزاريو داوسون وكاترين هيغل وجيف ستولتس و ايزابيلا رايس و شيريل لاد. يتحدث الفيلم عن مطلقة تبدأ في تعذيب خطيبة زوجها السابق الجديدة.
بدأ التصوير الرئيسي في 17 آب 2015م في مدينة لوس انجلوس، وتم إصدار الفيلم في 21 نيسان عام 2017م بواسطة وارنر بروز بيكشرز. تلقى الفيلم مراجعات سلبية وبسبب هذا حقق 17.8 مليون دولار أمريكي في جميع أنحاء العالم مقابل ميزانية بلغت 26.9 مليون دولار أمريكي .

## قصة الفيلم
يتم استجواب جوليا بانكس التي قامت بدورها (روزاريو دوسون) بحادثة قتل صديقها السابق المضطرب عقليًا، مايكل الذي قام بدوره (سيمون كاسيانيدس)، والتي تدعي جوليا انه تم تلفيق التهمة لها بغض النظر عن محادثاتهم على شبكة التواصل الاجتماعي والتي تظهر أنها تشتهي مايكل.
قبل ستة أشهر من الحادثة، تتلقى جوليا طردًا من رئيسها وصديقتها، آلي والتي تقوم دورها (ويتني كامينغز), من وظيفتها كرئيسة تحرير على الإنترنت لموقع سرد القصص. تخطط جوليا بالعمل عن بعد من القصر التي ستشاركه مع خطيبها ديفيد كونوفر، والذي قام بدوره (جيف ستولتس)، وابنته ليلي، التي قامت به (ايزابيلا رايس). في منزل ديفيد، ترحب بجوليا زوجته السابقة تيسا، التي قامت بدورها (كاثرين هيغل)، التي ما زالت غير متأقلمة مع نهاية زواجها قبل سنتين.
تجلب تسيا في المساء التالي شيئًا إلى ليلي والتي تصر على والدتها ان تبقى للعشاء بدورها تيسا تنتقد طعام جوليا وتغادر. تعلم جوليا أن الأمر التقيدي بشأن صديقها السابق قد انتهى مما أدى إلى حزنها.
تتلقى تيسا زيارة من والدتها المسيطرة لوفي، التي قامت بدورها (شيريل لاد). تكتشف تيسا أمر التقيدي بشأن صديق جوليا بعد بحث أجرته على الانترنت، وتنتحل شخصية جوليا عبر إقامة حساب على الفيس بوك وترسل له رسائل تخبره فيها عن اشتياقها الكبير له.
تتلقى جوليا ورودًا أرسلتها تيسا دون كشف هويتها لتبين أن جوليا على علاقة. بينما جوليا تقف عند الباب، تتسلل تيسا إلى داخل لتسرق ساعة ديفيد وخاتم جدته وزوج من السراويل الداخلية لجوليا. في ذلك النهار تختفي ليلي عند زيارتها مع جوليا لديفيد في سوق المزارعين، فتجدها جوليا بين يدي تيسا التي بدورها تشكو لديفيد من عدم كفاءتها بالاعتناء بليلي. يتناولن طعام الغداء سويًا لمحاولة المصالحة وعندها تزعم تيسا أن ديفيد تركها لأنه كان يشك بأنها على علاقة بأحدهم. ثم ترسل تيسا الساعة والسراويل لمايكل عبر البريد.
تحاول تيسا إقناع ليلي بركوب حصان جامع ولكن جوليا تلحظ خوف ليلي وتأخذها إلى المنزل رغم انزعاج تيسا. في تلك الليلة ترسل تيسا رسائل جنسية صريحة إلى مايكل متظاهرة بأنها جوليا.
تقص تيسا شعر ليلي الطويل عقابًا لها لتركها التدريب على الأحصنة مبكرًا، مما يؤدي إلى جدال حاد مع جوليا، عندها تقذف تيسا نفسها من أعلى الدرج متظاهرة أن جوليا هي السبب عند وصول ديفيد. ينتقد ديفيد تصرف جوليا بعد أخد تيسا إلى المستشفى، وعندها تطلب جوليا المساعدة من آلي، الذين حينها يكتشفون أن تيسا عندما كانت مراهقة كادت أن تقتل أباها عندما اكتشفت أنه يخون والدتها.
ترسل تيسا رسائل لمايكل، مدعية أنها جوليا، قائلة إنها تريده أن يزورها ليحظيا بليلة معًا. يدخل مايكل إلى البيت بينما جوليا لوحدها وترفض تقدمه عندها يهاجمها. تطعنه جوليا في ساقه بعد تعرضها للضرب المبرح. تيسا التي تنتظر بالخارج تدخل وتطعن مايكل بالصدر.
في الوقت الحالي تطلق الشرطة سراح جوليا، بينما لا يزال التحقيق جاري بمقتل مايكل. في البداية دعم ديفيد جوليا التي قالت له عن تاريخها مع مايكل ولكن بعد أن تريه الشرطة الدليل يصاب بخيبة أمل ويذهب ليجلب ليلي من منزل تيسا. هناك يرى قفازات محترقة وخاتم جدته بأصبعها وهنا يعرف أن تيسا هي التي سرقت الأغراض.
تضربه تيسا بعصا الموقد. تصل جوليا وتحاول أن تتصل بالإسعاف ولكن تهاجمها تيسا. يتقاتلان تهاجم تيسا جوليا بالسكين ولكن عند رؤية نفسها بالمرأة تدرك انها تحولت إلى وحش وتطعن نفسها. تطلب من جوليا وهي تحتضر أن لا تدع ليلي تتذكرها هكذا.
بعد مضي ستة أشهر على الحادثة، انتقل ديفيد وجوليا وليلي إلى المنزل الجديد بعد زواجهما. يدق الباب فتفتحه جوليا التي ترى أن لوفي تريد رؤية حفيدتها ليلي. تأتي ليلي وبينما يحتضنان ترتعب جوليا.

## الممثلين
- روزاريو داوسون مثل جوليا بانكس، خطيبة ديفيد
- كاثرين هيغل مثل تيسا كونوفر، زوجة ديفيد السابقة
- جيف ستولز مثل ديفيد كونوفر، زوج تيسا السابق ووالد ليلي
- شيريل لاد بدور هيلين / «لوفتي»، والدة تيسا
- سارة بيرنز مثل سارة، صديقة ديفيد منذ الطفولة
- ويتني كامينغز مثل علي، أفضل صديقة جوليا
- مثل مايكل فارغاس، صديق جوليا السابق المسيء والعنيف
- إيزابيلا كاي رايس مثل ليلي كونوفر وتيسا وابنة ديفيد
- روبرت راي الحكمة مثل البابا المخبر
- جيسون بلير مثل جايسون

### تصوير
في 17 اب عام 2015 بدأ التصوير الرئيسي لفيلم لا ينسي في لوس انجيلوس وما حولها.

### شباك التذاكر
بلغ إجمالي أرباح فيلم لا ينسى 11.4 ميلون دولار في الولايات المتحدة وكندا وجمع 6.4 مليون دولار في أقاليم أخرى وجمع 17.8 مليون دولار. ام بالنسبة للميزانية فهنالك تقديرات مختلفة، صحيفة لوس انجيلوس تايمز قدرت الفيلم بنحو 12 مليون دولار اما تقارير حكومة كاليفورنيا اشارت إلى ان الفيلم انفق 26.9 مليون دولار على الموقع.
تم افتتاح فيلم لا ينسى بجانب الافلام: الوعد وولد في الصين و سلاح مجاني وطائر الفينيق المنسي. تم توقع ان الفيلم سيحصد مبلغ اجمالي يبلغ 7 ميلون دولار من 2417 دور عرض في عطلة نهاية الاسبوع الافتتاحية. ولكن حقق 1.7 مليون دولار يوم الجمعة. بعد ذلك تم تخفيض التوقعات إلى 4-5 مليون دولار. انتهى بجمع 4.8 مليون دولار وانتهى في المركز السابع في شباك التذاكر.

### استجابة نقدية
حصل الفيلم على موافقة بنسبة 26% بناء على 117 مراجعة على موقع روتن توميتوز. يقول الموقع ان طاقم العمل الموهوبين يجعلون الفيلم قابل للمشاهدة بالرغم من فشلها في الارتقاء إلى عنوانه. على موقع ميتاكريتك حصل الفيلم على 45 من 100 استنادا إلى 27 منتقد مما يشير إلى مراجعات مختلطة أو متوسطة. اما على موقع سينما سكور أعطى الجمهور الفيلم درجة C على مقياس A+ إلى F 

## روابط خارجية
- لا ينسى على موقع IMDb (الإنجليزية)
- لا ينسى على موقع ميتاكريتيك (الإنجليزية)
- لا ينسى على موقع روتن توميتوز (الإنجليزية)
- لا ينسى على موقع نتفليكس (الإنجليزية)
- لا ينسى على موقع قاعدة بيانات الأفلام العربية
- لا ينسى على موقع ألو سيني (الفرنسية)
- لا ينسى على موقع أول موفي (الإنجليزية)
- لا ينسى على موقع بوكس أوفيس موجو (الإنجليزية)
- لا ينسى على موقع فيلمافينيتي (الإسبانية)
- لا ينسى على موقع قاعدة بيانات الفيلم (الإنجليزية)